# Ceratagallia venosa
Ceratagallia venosa är en insektsart som beskrevs av Hamilton 1998. Ceratagallia venosa ingår i släktet Ceratagallia och familjen dvärgstritar. Inga underarter finns listade i Catalogue of Life.